# Bernd Hannes Sollfelner
Bernd Hannes Sollfelner (* 27. Oktober 1963 in Graz) ist ein österreichischer Komponist und einer der Söhne des Militärkapellmeisters und Komponisten Anton Othmar Sollfelner (* 1935).

## Leben
Bernd Hannes Sollfelner erhielt im Alter von 5 Jahren seinen ersten Klavierunterricht am Konservatorium Klagenfurt. Während seines Klavierstudiums in den Jahren von 1979 bis 1985 an der Universität für Musik und darstellende Kunst Wien maturierte er im Jahr 1983 am Bundesoberstufenrealgymnasium für Studierende der Musik in Wien mit Auszeichnung.
In den Jahren von 1983 bis 1990 studierte er an der Universität für Musik und darstellende Kunst Wien Komposition bei Thomas Christian David und Francis Burt, Tonsatz bei Friedrich Naumann und Dietmar Schermann sowie Klavierpädagogik bei Ingeborg Marko. Im Jahr 1990 legte er ebenda die Diplome in Instrumentalpädagogik und Komposition mit einstimmiger Auszeichnung ab. Von 1991 bis 1994 schloss sich ebenda ein Studium in Computermusik bei Tamas Ungvary sowie ein Studium der Elektroakustik an. Diesem folgte ein einjähriger Studienaufenthalt an der Stanford University in Kalifornien.
Von 1990 bis 1994 unterrichtete Sollfelner an der Musikhauptschule Wiener Neustadt. Ab dem Jahr 1992 war er Mitglied des Wiener Musikforums, dessen Leitung er von 1993 bis 1994 innehatte. Im Jahr 1996 nahm er eine Unterrichtstätigkeit an der Musikschule Bad Fischau auf. Zudem ist er als Organist in der Auferstehungskirche Wien tätig.
Bernd Hannes Sollfelner ist Mitbegründer des NewTon Ensembles Wien.

## Auszeichnungen (Auswahl)
- 1990: Anerkennungspreis der Niederösterreichischen Landesregierung für Komposition[2]
- 1990: Arbeitsstipendium der Stadt Wien[2]
- 1991: Würdigungspreis des Bundesministeriums für Wissenschaft und Forschung[2]
- 1994: Arbeitsstipendium der Stadt Wien[2]
- 1996: Förderungspreis der Stadt Wien[3]

## Werke
- Zwei flüchtige Inventionen – Solo für Klavier (1986)[4]
- Intermezzo – Solo für Flöte (1987)[4]
- Bläserquintett (1987/1988)[4]
- Musik für 5 – Quintett für Flöte, Vibraphon, Cembalo, Celesta und Violine (1988)[4]
- Caprice – Duo für zwei Altblockflöten (1988)[4]
- Orchestrale Musik – für großes Orchester (1989)[4]
- Streichquartett – für zwei Violinen, Viola und Violoncello (1989)[4]
- Psalm 108 – für drei Chorgruppen (1990)[4]
- Episode I – Solo für Klavier (1990)[4]
- Episode II – Solo für Klavier (1991/1992)[4]
- Trio – Trio für Flöte, Harfe und Orgel (1991)[4]
- Il Canto dell’Orfeo – Solo für Englischhorn (1991/1992)[4]
- Tetralog – Saxophonquartett (1992)[4]
- Orwell 2017 – für analoges Tonband (1992)[4]
- Eine Aggression – für 15 Musiker (1993/1994)[4]
- Plastophonic World – Prolog für computergeneriertes Tonband (1994)[4]
- Plastostophonic World – Das Tor zur Hölle – Hommage à Auguste Rodin für computergeneriertes Tonband (1994/1995)[4]
- Emotions of Coming Home – Duo für zwei Klaviere (1995)[4]
- Studie für Stimme und Live-Electronics (1996)[4]
- Caprice für den 27. Oktober – Hommage à Nicolò Paganini für Violine solo (1982)[4]
- Festfanfare – Trio für Trompete, Posaune und Tuba (1996)[4]
- Soliciquy – Duo für Klarinette und Vibraphon (1996)[4]
- Dialogue in Pianoscape – Trio für Englischhorn, Violine und Klavier (1996)[4]
- Digital Lyrics „Out of Space, Mr No(no)?“ – Solo für computergeneriertes Tonband (1996)[4]
- Sinfonatta (1998)[4]